# آيت وودي (تاكزيرت)
آيت وودي هي إحدى مشيخات المملكة المغربية، تتبع جغرافيا لإقليم بني ملال وإداريًا لتاكزيرت. يقدر عدد سكانها بـ 3644 نسمة حسب الإحصاء الرسمي للسكان والسكنى لسنة 2004.